# FS ALe 540
Die Triebwagen der Baureihen ALe 540 der italienischen Ferrovie dello Stato (FS) waren leichte  Elektrotriebwagen, die mit einer reinen 1.-Klasse-Bestuhlung ausgerüstet waren. Die Triebwagen wurden von der Baureihe ALe 660 mit Zwei-Klassen-Bestuhlung abgeleitet. Die Lieferung erfolgte in drei Serien, wobei sich die dritte Serie durch eine geänderte Kopfform stark von den ersten beiden Serien unterschied.

## Ablieferung
Die ersten sieben ALe 540 gingen zusammen mit den sechs Beiwagen Le 600 im Jahre 1957 in Betrieb. Es waren dies die letzten Fahrzeuge der Baureihe ALe 660 und Le 600, deren Bestuhlung aufgrund des neuen ab 1956 gültigen Wagenklassensystems von einer Zwei-Klassen-Bestuhlung auf eine reine 1.-Klasse-Bestuhlung abgeändert wurde, wodurch eine neue Baureihe entstand. Das neue Klassensystem führte nämlich dazu, dass die Nachfrage nach der 1. Klasse im Fernverkehr angestiegen war.
Eine zweite Serie von ALe 540 folgte in den Jahren 1958 und 1959. Sie wurden zusammen mit fünf Beiwagen Le 540 und zehn Beiwagen Le 760 abgeliefert. Die Le 540 hatten eine Küche, weshalb gegenüber den Le 600 sechs Plätze 1. Klasse wegfielen, die Le 760 hatten 76 Sitzplätze 2. Klasse in einer 2+2-Bestuhlung und sahen äußerlich gleich den Le 540 aus. Die Triebwagen der zweiten Serie hatten gegenüber der ersten Serie Drehgestelle einer neuen Bauart mit größeren Rädern, die einen Durchmesser von 1090 mm hatten im Vergleich zu denjenigen der ersten Serie mit 1040 mm Durchmesser.  Dafür war der Achsstand im Drehgestell von 3,1 m auf 2,9 m verkleinert. Motoren und Getriebeübersetzung wurden so angepasst, dass trotz den größeren Rädern die gleiche Höchstgeschwindigkeit erreicht wurde wie bei der ersten Serie.

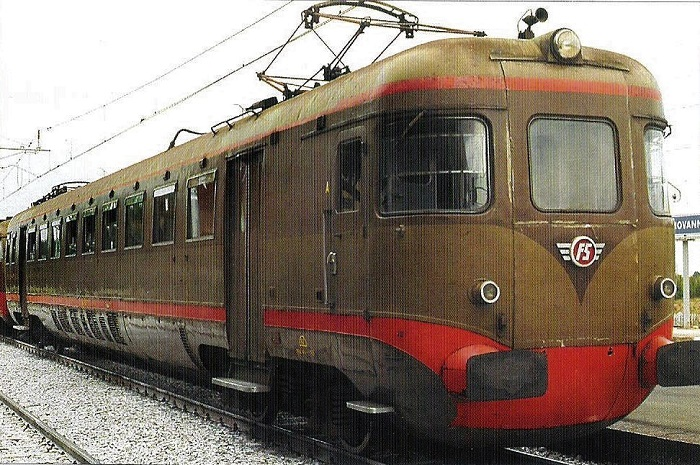
Ein Triebwagen der dritten Serie ALe 540.023–030 mit gerader Stirnwand

Die dritte Serie wurde in den Jahren 1959 und 1960 abgeliefert. Sie wies gegenüber der zweiten Serie elektrisch und mechanisch keine Änderungen auf bis auf den Wagenkasten, der seine runde Kopfform verloren hatte und neu eine eher gerade Stirnwand aufwies. Dadurch wurden die Triebwagen kürzer und waren nur noch 26.830 mm lang gegenüber den Fahrzeugen der ersten und zweiten Serie, die 27.400 mm lang waren. Zusammen mit den acht Triebwagen gingen die zehn Beiwagen Le 760.011 bis 020 in Betrieb, die mit den gleichen geänderten Stirnfronten wie die Triebwagen versehen waren.

## Einsatz
Das Rollmaterial war am Anfang den Depot Roma San Lorenzo und Milano Greco zugeteilt. Sie wurden in hochwertigen Schnellzügen im Fernstrecken eingesetzt, wurde aber dort schon bald von den neueren, besser für diese Aufgabe passenden Fahrzeugen verdrängt, denn ihre Dienste wurden von den Triebwagen ALe 601 und die Elektrotriebzügen Settebello und Arlecchino übernommen.
In den 1970er Jahren wanderten die ALe 540 in den Regionalverkehr ab. Sie waren Depots in Turin, Bologna, Mailand und Florenz oder Livorno zugeteilt. Sie wurden für Dienstleistungen eingesetzt, die für lokbespannte Züge wegen zu geringem Passagieraufkommens nicht geeignet waren. In den letzten wurden sie noch von Bozen, Bologna und Alessandria aus eingesetzt, bis sie 2002 ausrangiert wurden.